# Адома, Альберт
А́льберт Да́нква Адома́ (англ. Albert Danquah Adomah; 13 декабря 1987, Ламбет, Лондон) — ганский футболист, полузащитник клуба «Уолсолл». Бывший игрок сборной Ганы.

## Клубная карьера

### «Харроу Боро»
Адома начинал свою футбольную карьеру в полупрофессиональном клубе «Харроу Боро», выступающем в Истмийской лиге, параллельно обучаясь в Колледже Северо-западного Лондона по специальности «Декоративная отделка и промышленная окраска».

### «Барнет»
В январе 2008 года Альберт перебрался в клуб Лиги Два «Барнет». В качестве части сделки «Барнет» согласился сыграть товарищескую встречу с «Харроу Боро» на летних предсезонных сборах.
30 января 2008 года в своей дебютной игре в лиге против «Херефорд Юнайтед» Адома отметился голом и помог «Барнету» победить (2:1).
1 марта полузащитник оформил дубль в матче против «Шрусбери Таун» (4:1). Проведя к концу сезона 22 встречи и отметившись 5 мячами, Альберт помог «Барнету» финишировать на 12-м месте.
Летом 2009 года предметный интерес к Адоме проявляли «Блэкпул», «Норвич Сити» и «Уотфорд», но их предложения были отклонены руководством «Барнета». 12 ноября 2009 года Адома отказался подписывать новый улучшенный контракт с «Барнетом» и сообщил, что хотел бы поиграть на более высоком уровне.
13 мая 2010 года, по окончании сезона, руководство «Барнета» предложило Альберту ещё на 20 % увеличить заработную плату и сделать его самым высокооплачиваемым игроком за всю историю клуба, но 28 мая стало известно, что сторонам не удалось договориться.

### «Бристоль Сити»
1 июля 2010 года Адома заключил трёхлетний контракт с клубом Чемпионшипа «Бристоль Сити», заплатившим позднее за трансфер футболиста по решению суда £150 тыс.. В составе «малиновок» полузащитник дебютировал 7 августа в первой игре чемпионата против «Миллуолла» (0:3). Первый гол за «Сити» Альберт забил 21 августа 2010 года во встрече с «Барнсли» (3:3).
Став с 12 результативными пасами лучшим ассистентом команды, по итогам чемпионата 2010/11 он был признан Игроком сезона «Бристоль Сити», а позднее продлил свой контракт до 2014 года.
В сезоне 2012/13 «Бристоль Сити» занял последнее, 24-е место и вылетел из Чемпионшипа. Ганский полузащитник заявил о своём нежелании играть в Лиге Один и потребовал выставить его на трансфер.

### «Мидлсбро»
8 августа 2013 года Адома подписал трёхлетний контракт с «Мидлсбро», сумма трансфера составила около £1 млн. Помимо «речников», на ганского вингера также претендовал «Уиган Атлетик», но оба их предложения были отклонены. Дебют Альберта в составе «Боро» состоялся 10 августа в игре против «Чарльтон Атлетик» (1:0). 14 сентября во встрече с «Ипсвичем» Адома забил свой первый мяч за «речников».

## Международная карьера
Адома дебютировал в составе национальной сборной Ганы 5 сентября 2011 года в матче против сборной Бразилии на Крейвен Коттедж (0:1), заменив на 77-й минуте Агеманга-Баду.
Альберт был включен в заявку сборной Ганы на Кубок африканских наций 2013, а 13 января 2013 года в подговительной товарищеской игре против команды Туниса (4:2) открыл счёт своим голам за «чёрных звёзд».

## Достижения
- Игрок сезона «Бристоль Сити»: 2010/11